# 朱美拉棕櫚島

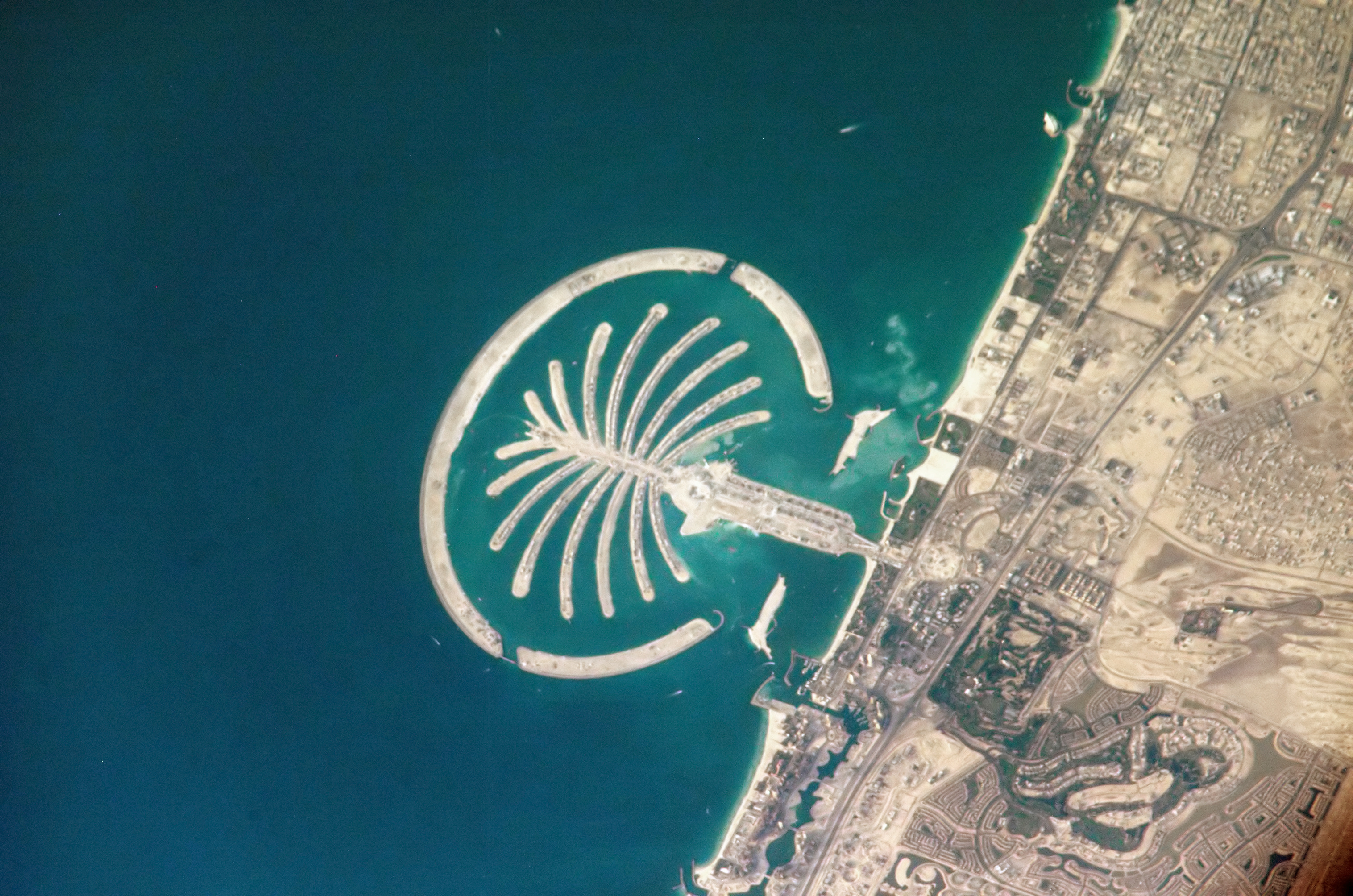
朱美拉棕櫚島

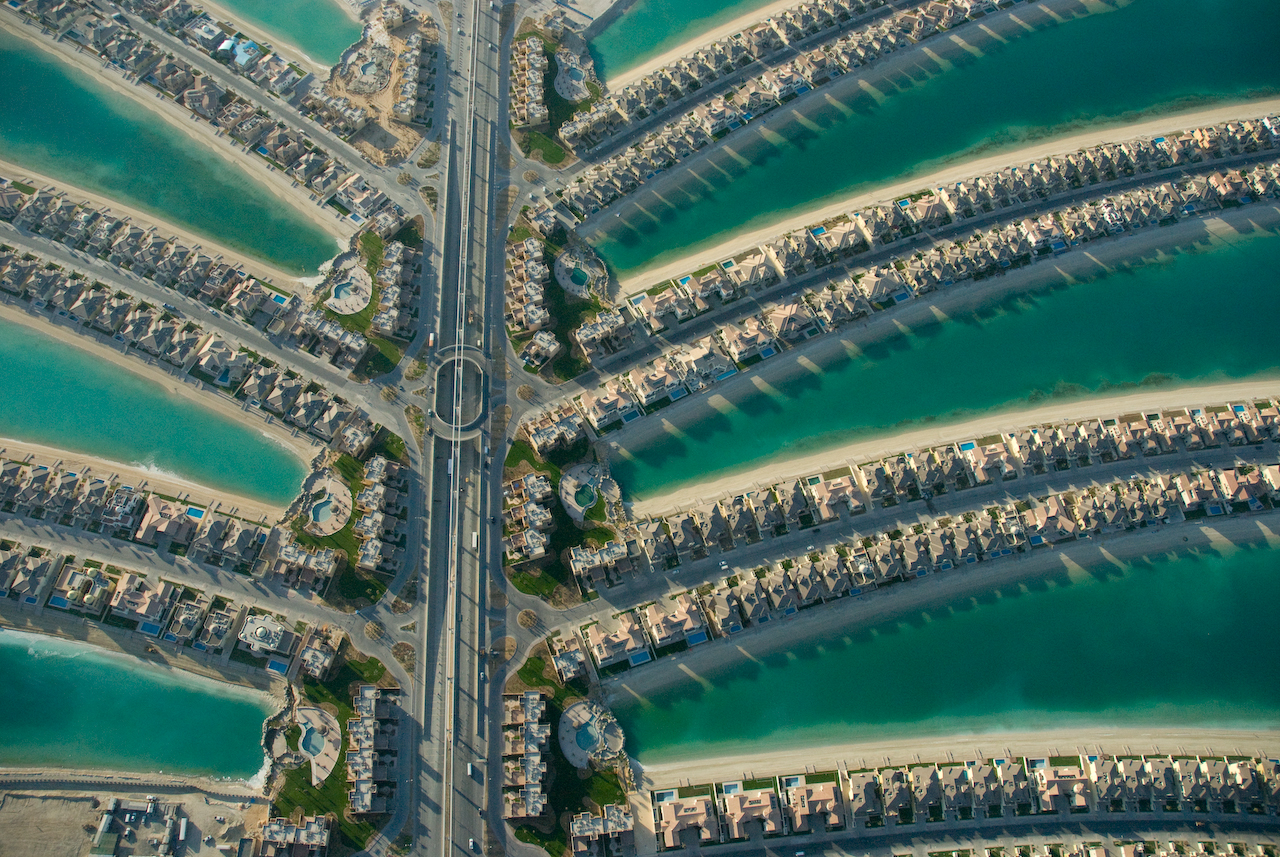
中心部分

朱美拉棕櫚島（阿拉伯语：‎，又稱朱美拉棕櫚群島）是Nakheel杜拜政府企業棕櫚群島計畫的其中一項，於2001年6月動工，於2005年底至2006年初竣工。在朱美拉棕櫚島上計劃興建三所五星級主題旅館，仿照沖繩、巴西、威尼斯三地的景觀於新月島上建立。
2007年10月初，朱美拉棕櫚島已经成为世界上最大的人工岛。同时已有500户家庭入住该岛。2008年11月20日，位于岛上的耗资约15亿美元的全球最豪华酒店亞特蘭提斯酒店正式开张。
2020年10月22日。朱美拉棕櫚島上全球最大的音樂噴泉建成。

## 外部參考
- 朱美拉棕櫚島 （页面存档备份，存于）